# Achmimisch
Die achmimische Sprache, auch als Achmimisch bekannt, ist ein Dialekt der koptischen Sprache, die in Ägypten von der christlichen Bevölkerung bis ins 17. Jahrhundert verwendet wurde. Der Name leitet sich von der Stadt Achmim in Oberägypten ab, wo dieser Dialekt vorherrschend war. Achmimisch gehört zu den sechs Hauptdialekten des Koptischen und zeichnet sich durch eine Reihe von einzigartigen phonetischen und grammatikalischen Eigenschaften aus, die es von anderen koptischen Dialekten unterscheiden. Es diente als Liturgiesprache der achmimischen Kirche und ist durch eine Vielzahl von Manuskripten dokumentiert, die religiöse Texte, aber auch weltliche Dokumente umfassen. Die Erforschung des Achmimischen liefert wichtige Einblicke in die Entwicklung der koptischen Sprache und ihre Rolle in der spätantiken und mittelalterlichen Gesellschaft Ägyptens. Trotz seiner historischen Bedeutung ist das Achmimische heute eine ausgestorbene Sprache, deren letzte aktive Verwendung auf das Mittelalter zurückgeht. Die wissenschaftliche Auseinandersetzung mit dem Achmimischen trägt jedoch dazu bei, das Verständnis der koptischen Kultur und Geschichte zu vertiefen.